# Johannes Trithemius
Jean Trithème (en latin : Johannes Trithemius, en allemand : Johann von Tritheim ou Trittenheim), né le 1er février 1462 à Trittenheim et mort le 13 décembre 1516 à Wurtzbourg, est un abbé bénédictin allemand célèbre pour ses découvertes en cryptologie, pour ses chroniques, mais aussi comme ésotériste. Le nom de Trithème provient de sa ville natale.

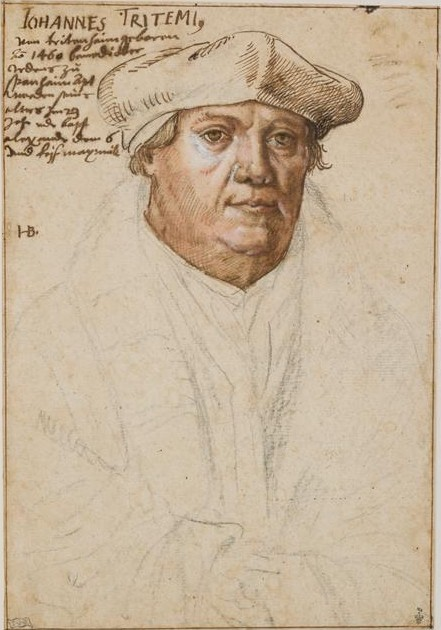
Johannes Trithemius; Musée Condé, Chantilly, H Meister

## Biographie
Jean Trithème est né Johannes von Heidenberg, le 1er février 1462 à Trittenheim (d'où son pseudonyme de « Trithemius »), dans l'électorat de Trèves, au bord de la Moselle. Du fait d'un beau-père brutal, il peut à peine lire à quinze ans. D'une curiosité insatiable, il étudie très jeune à Trèves, puis, de 1480 à 1482, à l'université de Heidelberg. En 1480, à Heidelberg, il crée avec quelques étudiants une société initiatique, la Confrérie celtique (Sodalitas celtica) ; le fameux hébraïsant et kabbaliste Johannes Reuchlin en fait partie. L'hiver 1482, en rendant visite à sa mère dans son village, il est surpris par une tempête de neige, il se réfugie dans l'abbaye des bénédictins de Sponheim près de Bad Kreuznach, dans le diocèse de Mayence. Il décide d'y demeurer et de se faire novice. Il prononce ses vœux le 21 novembre 1482. Il est élu abbé, à 22 ans, en 1483. Trithème se lance alors dans un projet ambitieux : rénover l'abbaye, qui était dans un état lamentable, y instaurer la discipline et en faire un lieu d'études. L'abbaye avait été mal dirigée pendant de nombreuses années, les bâtiments tombaient en ruine et les moines étaient oisifs la plupart du temps. Grâce à Trithème, la bibliothèque de l'abbaye passe de moins de 50 manuscrits à plus de 2 000, notamment en grec, en latin et en hébreu. Renommée dans toute la Germanie, elle attire de nombreux érudits. En 1492, il rédige un De laude scriptorum qui fait l'apologie des scribes et démontre la supériorité du manuscrit sur le livre imprimé.

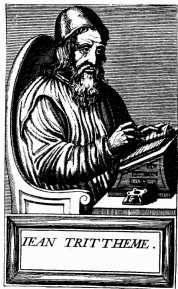
Gravure représentant Jean Trithème

Il écrit des ouvrages de théologie et des ouvrages historiques sur les membres éminents de son ordre, tout en se passionnant pour l'astrologie, la magie et les sciences hermétiques. Vers 1499, il travaille sur sa stéganographie, en apparence un art de chiffrer les messages. À la suite d'indiscrétions, et comme il utilise des signes étranges dans sa stéganographie, on croit qu'il compose un grimoire de magie et il doit rendre des comptes. Cependant, ni sa foi, ni son orthodoxie ne peuvent être prises en défaut. Durant une visite qu'il rend à Heidelberg au comte palatin du Rhin, Philippe l'Ingénu, en 1505, ses moines, qui ne supportent pas l'austérité de sa discipline, se saisissent de l'occasion pour se révolter en brûlant sa bibliothèque magique.
Jean Trithème ne revient pas au monastère et pose sa démission en 1506. Il accepte l'offre de l'évêque de Wurtzbourg, Lorenz von Bibra (évêque de 1495 à 1519), qui le place comme abbé du Schottenklöster (monastère écossais) de l'abbaye Saint-Jacques de Wurtzbourg, où il demeure jusqu'à la fin de sa vie. Il y reprend ses travaux et ses enseignements secrets, mais avec beaucoup plus de prudence. Il fait croire qu'il n'achèvera pas sa stéganographie et il rédige sa Polygraphie, qui forme la suite. Il continue aussi à approfondir la kabbale et à étudier la magie en protégeant ses travaux au moyen de ses méthodes de chiffrement. Il a un savoir immense, mais son goût immodéré pour les mystères et le fantastique lui vaut des ennemis, comme des protecteurs. Il déconcerte : d'un côté, il est l'auteur d'ouvrages de piété, de théologie et d'histoire religieuse, et, d'un autre côté, sa Stéganographie et ses autres ouvrages hermétiques lui donnent une réputation de magicien. Charles de Bovelles, passé par Sponheim en 1503, considère la stéganographie comme de la sorcellerie.
Parmi ses disciples se trouve Henri-Corneille Agrippa de Nettesheim, qu'il rencontre avant 1510. Il aura une forte influence sur Paracelse, qu'il ne rencontra pas.
Il est mort le 16 décembre 1516, au monastère de Wurtzbourg.

## Chroniques
Jean Trithème a laissé de nombreuses chroniques, qui concernent particulièrement son ordre monastique, celui des bénédictins. Il procède à la façon des Humanistes, dont il est un des premiers représentants, c'est-à-dire de façon érudite.

## Stéganographie

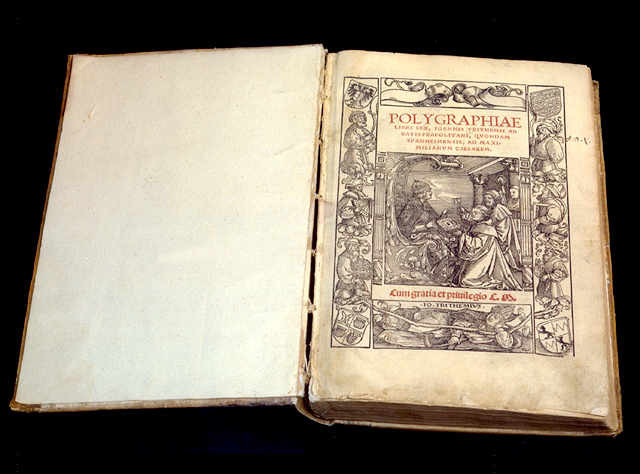
La Polygraphie de Trithemius.

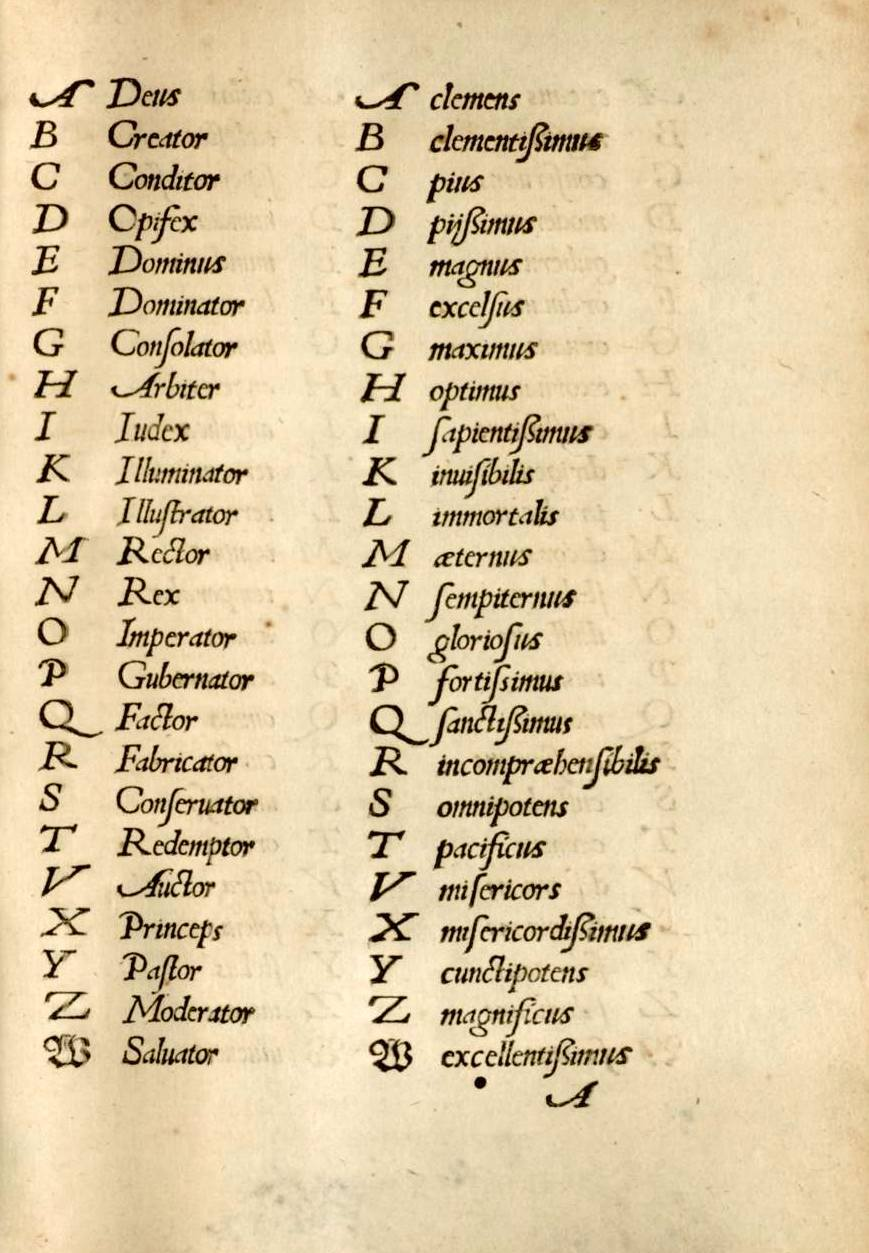
Page de la Polygraphie de Trithemius, édition de 1550.

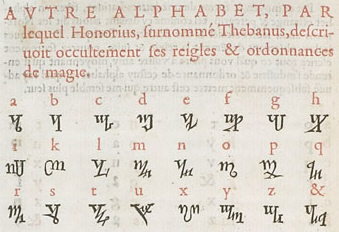
Theban Alphabet, Polygraphie

Son ouvrage le plus connu est Steganographia (Stéganographie), composé vers 1499 et publié à Francfort en 1606. Cet ouvrage en trois volumes se présente comme un traité d'angélologie d'inspiration kabbaliste, avec des explications pour communiquer sur de longues distances avec les esprits. Le véritable contenu, concernant la cryptographie, est dissimulé par un procédé stéganographique. Première clef : "le changement des voyelles avec les consonnes dans certains mots : A = b, E =c, etc/, de sorte que "Trdthcmc" = "Trithème". Deuxième clef : le premier mot et le dernier du message ne comptent pas, seuls interviennent les mots pairs, et dans chaque mot ne jouent que les lettres paires ; ainsi, le message "aceo atsrhiqt psalr chaetmce ulgp" devient "atsrhiqt psalr chaetmce", puis "atsrhiqt chaetmce", enfin "Tritheme".
En 1606, la méthode pour déchiffrer les deux premiers tomes est publiée. Le troisième volume fut considéré pendant longtemps comme un ouvrage de magie, mais les incantations dissimulaient également un contenu sur la cryptologie. 
En Allemagne, au XVIIe siècle, de nombreux auteurs ont prétendu qu'il était l'inventeur du carré de Vigenère. Un tel tableau se trouve dans son ouvrage Polygraphia (La Polygraphie), paru en 1518. C'est la première fois que cette méthode, le chiffre de Trithémius, apparaît.
Dans les Ave Maria de Trithème  chaque lettre est remplacé par un groupe de mots : le message codé devient un poème évoquant la vie du Christ ressuscité  : A perpétuité, dans les cieux, toujours, éternellement, dans la béatitude.

## Astrologie cyclique
Le De septem secundeis (Des causes secondes, 1508) présente un schéma d'histoire du monde déterminé planétairement. Trithème pense que Dieu gouverne le monde avec sept Esprits, Intelligences, correspondant aux sept planètes. L'histoire du monde, sa "chronologie mystique" (Chronologia mystica), est répartie en périodes de 354 ans 4 mois, sous l'influence d'une des planètes.
Cette idée a été probablement empruntée à Pietro d'Abano.
Dans un cycle de 2480 ans se suivent les règnes de Saturne et  de l'ange Orifiel, de Vénus et l'ange Anaël, Jupiter et Zachariel, Mercure et Raphaël, Mars et Samaël, la Lune et Gabriel, le Soleil et l'ange Michaël, puis à nouveau Saturne, etc. Le monde fut créé le 15 mars de l'an premier sous Saturne et 5199 ans plus tard, en l'an 245 du troisième retour de Saturne naquit Le Christ. En 1508, quand Trithemius écrit son traité, approche la fin du troisième règne de Mars et selon sa prédiction une nouvelle religion apparaîtra avant 1525.

## Magie angélique
Le troisième livre de la Stenographia relève de la magie : il s'agit de prononcer un message au-dessus de l'image d'un ange planétaire à un moment déterminé par des calculs astrologiques. Les procédés kabbalistiques utilisés sont ceux de la science des lettres des kabbalistes, gematria (valeur numérique des lettres) et notarikon (utiliser les lettres initiales, intermédiaires et finales comme abréviations de termes, expressions ou énoncés). Les anges sont évoqués en modelant des figures de cire auxquelles il faut adresser des invocations ; ou bien c'est l'opérateur qui doit écrire son nom sur son front avec de l'encre mélangée à du suc de roses.
Selon Luther (Tischreden. Propos de table, 1566, n° 4450), Jean Trithème aurait réussi une évocation d'esprits illustres devant l'empereur germanique Maximilien Ier, dont celui de son épouse, Marie de Bourgogne, décédée en 1482. Trithème étant opérateur, le spectre de Marie, dit-on, se montra ; Maximilien s'élança vers elle, il trouva même une verrue qu'il savait être située à la nuque de la princesse.

### Autobiographie
- Nepiachus (1507), Corpus Historium medii aevi, Leipzig, 1723.

### Correspondance
- Johannis Trithemii abbatis spanheimensis epistolarum familiarum, 79 lettres, 157 p., rééd. Amsterdam 1730. Une lettre porte sur Apollonios de Tyane, dont il nie les miracles. Trad. de la lettre (1510) à Henri-Corneille Agrippa de Nettesheim : Joseph Orsier, Henri Cornélis Agrippa. Sa vie et son œuvre d'après sa correspondance (1486-1535), Chacornac, 1911 « ftp://ftp.bnf.fr/002/N0022507_PDF_1_-1.pdf »(Archive.org • Wikiwix • Archive.is • Google • Que faire ?) : lettre d'Agrippa p. 57-58 et réponse de Trithème p. 59.
- Epistolae aliquot ex opere Epistolarum Io. Tritemii abbatis Spanheymensis selectae, in: Ioannis Tritemii abbatis Spanheymensis de septem secundeis, id est, intelligentiis, sive Spiritibus etc., pp. 62 à 174, COLONIAE, Apud Ioannem Birckmannum 1567. (Trad. : C. Thuysbaert, Paracelse, Dorn, Trithème, pp. 510 à 565, Grez-Doiceau, 2012, 629 pp.  (ISBN 978-2-9600575-7-7))

### Ouvrages historiques ou monastiques
(par ordre alphabétique)

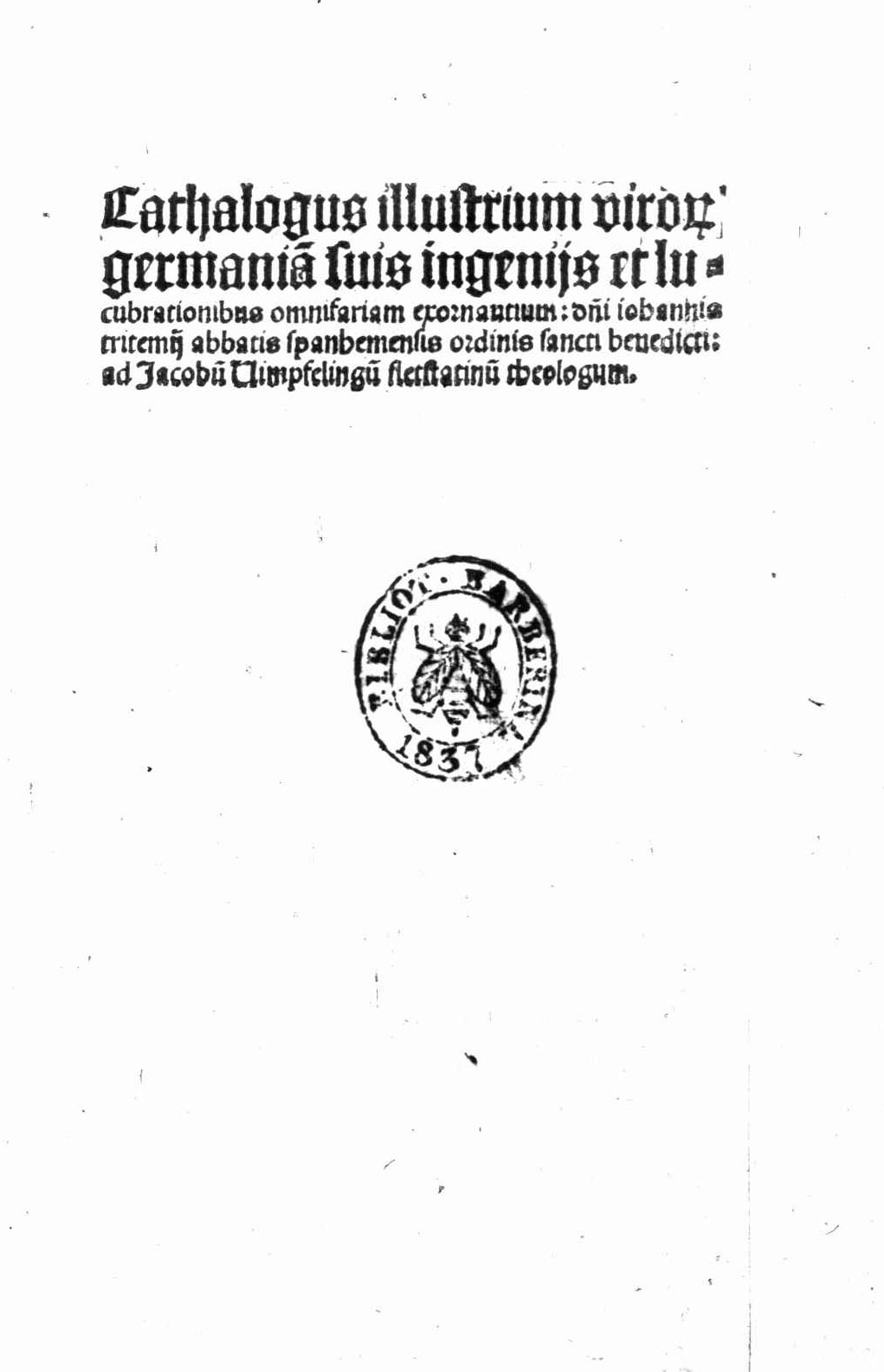
Catalogus illustrium virorum Germaniae, 1495

- Annales Hirsaugiensis (1514 ; Annales d'Hirsauge). Le titre complet est Annales hirsaugiensis… complectens historiam Franciae et Germaniae, gesta imperatorum, regum, principium, episcoporum, abbatum, et illustrium virorum que l'on peut traduire par « Les annales de Hirsauge comprenant l'histoire de la France et l'Allemagne, les exploits des empereurs, rois, princes, évêques, abbés et d'autres hommes illustres ». Hirsauge était un monastère du comté de Wurtemberg dont les abbés avaient commandé l'ouvrage en 1495. Trithème mit près de 20 ans à achever cet ouvrage de 1 400 pages, paru pour la première fois en 1690. Certains le considèrent comme le premier livre d'histoire humaniste.
- Catalogus illustrium virorum Germaniae (1491-1495 ; Catalogue des hommes illustres d'Allemagne). Il mentionne Horswitha, Jean Ruysbroek, sainte Hildegarde, Nicolas de Cues.
- Chronicon Hirsaugiense (1495-1503 ; Chronique d'Hirsauge)
- Chronicon Sponheimense (1495-1509) : Chronik des Klosters Sponheim, 1024-1509, Eigenverlag Carl Velten, Bad Kreuznach, 1969.
- Chronicon successionis ducum Bavariae et comitum Palatinorum (v. 1500-1506 ; Chronique fes ducs de Bavière et des comtes palatins)
- Compendium sive breviarium primi voluminis chronicarum sive annalium de origine regum et gentis Francorum (v. 1514)[7]
- De cura pastorali (1496)
- De duodecim excidiis oberservantiae regularis (1496)
- De institutione vitae sacerdotalis (1486)
- De laude scriptorum manualium (1492) : Zum Lob der Schreiber, Freunde Mainfränkischer Kunst und Geschichte e. V., Wurtzbourg, 1973 (latin / allemand).
- De laudibus sanctissimae matris Annae (1494)[8]
- De origine gentis Francorum compendium (1514) : An abridged history of the Franks / Johannes Trithemius, AQ-Verlag, Dudweiler, 1987  (ISBN 3-922441-52-1) (latin / anglais).
- De origine, progressu et laudibus ordinis fratrum Carmelitarum (1492)
- De proprietate monachorum (avant 1494 ; Contre la propriété chez les moines)
- De regimine claustralium (1486)
- De scriptoribus ecclesiasticis (1494)
- De triplici regione claustralium et spirituali exercitio monachorum (1497)
- De vanitate et miseria humanae vitae (avant 1494)
- De visitatione monachorum (v. 1490)
- De viris illustribus ordinis sancti Benedicti (1492 ; Des hommes illustres dans l'ordre de saint Benoît)
- Exhortationes ad monachos (1486)
- In laudem et commendatione Ruperti quondam abbatis Tuitiensis (1492)
- Liber octo quaestionum (1515)[9]
- Liber penthicus seu lugubris de statu et ruina ordinis monastici (1493)
- Liber de scriptoribus ecclesiasticis  (1531) (télédéchargeable)

### Ouvrage d'astrologie mondiale
- De septem secundeis id est Intelligentiis sive spiritibus orbes post deum moventibus libellus, sive chronologia mystica (v. 1508). Trad. : Traité des causes secondes ou Intelligences régissant le monde après Dieu, Archè, coll. "Sebastiani", 1991. . Traduction française partielle (deuxième partie de l'ouvrage, pp. 62 à 175) par Stéphane Feye, in: Caroline Thuysbaert (sous la direction de), PARACELSE DORN TRITHÈME, pp. 510 à 565, Beya éditions, Grez-Doiceau 2012, 629 pp.

### Ouvrages de cryptographie (et de théurgie)
- Steganographia (1499, 1ère éd. 1605-1621 à Francfort-sur-Main, classé aussitôt à l'index catholique des Livres interdits). Steganographia... nunc tandem vindicata, reserata et illustrata, ubi post vindicias Trithemii clarissime explicantur conjurationes spirituum ex Arabicis, Hebraicis, Chaldaicis et Graecis nominibus juxta quosdam conglobatae, 1676. Trad. partielle en an. : The Stenographia of Johannes Trithemius, édi. par Adam McLean, Edinburgh, Magnum Opus Hermetic Sourceworks, 1982.
- Polygraphia (1508, 1ère éd. 1518 à Bâle). Trad. : Polygraphie et universelle escriture cabalistique de M. J. Trithème,... traduicte par Gabriel de Collange,... - Clavicule et interprétation sur le contenu des cinq livres de Polygraphie et universelle escriture cabalistique, traduicte et augmentée par Gabriel de Collange,... - Tables et figures planisphériques, extensives et dilatatives des recte et averse servants à l'universelle intelligence de toutes escritures, tant méthatésiques, transpositives, mythologiques... par Gabriel de Collange, 1620.  Edition de 1561 en ligne sur Overnia.

### Ouvrages de magie
- Antipalus maleficiorum comprehensis quatuor libris (1508). Il résume les Clavicules de Salomon, le Picatrix, l'œuvre d'Arnaud de Villeneuve, de l'alchimiste Geber.
- Philosophia naturalis, de geomantia, Strasbourg, 1509.
- Veterum sophorum sigilla et imagines magicae (Sceaux des anciens sages et représentations magiques), 1612. Trithème indique un grand nombre de figures magiques ("sceaux"), en suivant les traditions de Zoroastre, Salomon, Raphaël, Hermès.

### Compilations
- Marquard Freher, Opera historica, Minerva, Frankfurt/Main, 1966
- Johannes Busaeus, Opera pia et spiritualia (1604 et 1605)
- Johannes Busaeus, Paralipomena opuscolorum (1605 et 1624)
- Caroline Thuysbaert (sous la direction de), Paracelse Dorn Trithème pp. 510 à 565, Beya Éditions, Grez-Doiceau 2012, 629 pp.

### Études sur Jean Trithème
(par ordre alphabétique)
- Klaus Arnold, Johannes Trithemius (1462-1516), Wurzbourg, éd. F. Schöningh, 1971, 2e éd. revue 1991. "La meilleure étude", selon Claude Lecouteux.
- Adrien Bourgeois, Trithemius : Rapport sur les œuvres Polygraphia et Steganographia de Jean Trithème d'Adrien Bourgeois
- Noël L. Brann, The Abbot Trithemius (1462-1516). The Renaissance of Monastic Humanism, Leyde, éd. Brill, 1981.
- P. Plaum Nachf Über das Leben und die Schriften des Johannes von Trittenheim, genannt Trithemius. ., 1901
- Paul Chacornac, Grandeur et adversité de Jean Trithème : Bénédictin, abbé de Spanheim et de Wurtzbourg, 1462-1516, la vie, la légende, l'œuvre, Paris, Editions traditionnelles, 1963.
- David Kahn, The code-breakers. The story of Secret Writings, New York, Scribner, 1967, 2e éd. revue 1996.
- Pierre-Vicenti Piobb, Clef universelle des sciences secrètes : D'après les indications de la Polygraphie de Jean Trithème, élucidation complète des traditions en magie, alchimie, astrologie, mythologie et symbolisme, avec... un glossaire explicatif des principaux termes employés en ésotérisme (1942), 2013, 486 p.
- Jim Reeds, "Solved: The Ciphers in Book III of Trithemius's Steganographia ", DRAFT, 26.03.1998.  "James A. Reeds, un mathématicien des laboratoires américains ATT, a réussi à décoder la stéganographie."
- Caroline Thuysbaert, Paracelse, Dorn, Trithème, Beya éditions, Grez-Doiceau, 2012, 613 p.